# Ильков, Богдан Иванович
Богдан Иванович Ильков — украинский общественный активист, член «Небесной Сотни», Герой Украины (2014, посмертно).

## Биография
Родился 3 июля 1962 года в посёлке городского типа Щирец. Пустомытовского района, Львовской области.
Был ранен 20 февраля 2014 года, на Майдане в Киеве.
Умер 22 февраля 2014 года в больнице № 17 Киева.
Похоронен 24 февраля 2014 года во Львове на Лычаковском кладбище на Аллее Героев.
Богдан Ильков, окончив железнодорожный техникум, работал машинистом автодрезины

## Майдан в Киеве
Впервые поехал на Майдан 11 декабря. Принимал участие в охране баррикад и ночном патрулировании города как член Стрыйской сотни Самообороны.
Последний раз поехал в Киев во вторник, 18 февраля, вечером 20 февраля ранен пулей снайпера на Институтской. Был доставлен в больницу, где через 2 дня умер.

## Память

### Награды
- 21 ноября 2014 года присвоено звание Герой Украины с вручением ордена «Золотая Звезда» (посмертно) — за гражданское мужество, патриотизм, героическое отстаивание конституционных принципов демократии, прав и свобод человека, самоотверженное служение Украинскому народу, обнаруженные во время Революции достоинства[1].
- Медаль «За жертвенность и любовь к Украине» (УПЦ КП, июнь 2015) (посмертно)[2].